# Malabargrouper
Malabargrouper (Epinephelus malabaricus) är en art i familjen havsabborrfiskar som finns i Indiska oceanen och Stilla havet från Röda havet och Östafrika till Tonga, Japan och Australien.

## Utseende
Malabargroupern är en robust, avlång fisk med ett stort huvud och en underkäke med 2 till 5 tandrader. Ryggfenans främre del har 11 hårda taggstrålar, av vilka den 3:e till 5:e vanligtvis är längst, och den bakre delen har 14 till 16 mjukstrålar; analfenan har 3 taggstrålar (den 3:e i regel längst) och 8 mjukstrålar, medan bröstfenorna har 18 till 20 mjukstrålar. Stjärtfenan är rundad. Kroppen, inklusive huvudet, är brunaktig med små, svartbruna fläckar och spridda vita markeringar samt ofta 5 sneda, oregelbundna, mörkbruna ränder, avbrutna med bleka fläckar. Fenorna har små, spridda, svarta prickar. Som mest kan den bli 234 cm lång och väga 150 kg, men blir oftast inte mycket längre än 100 cm.

## Vanor
Arten lever i många olika miljöer, som nära sand- och dybotten, vid klipp- och korallrev, i flodmynningar och mangroveträsk, från grunt vatten ner till 150 meters djup. Födan består främst av fisk och kräftdjur, samt i mindre utsträckning av åttarmade bläckfiskar. Malabargroupern är hermafrodit och fungerar först som hona, för att senare i livet byta kön till hane.

## Taxonomi
Studiet av denna art försvåras av att den taxonomiska statusen för denna art och framför allt orangefläckig grouper (E. coioides), som förekommer i samma regioner, men även Tahiti-grouper (E. tauvina) är osäker.

## Utbredning
Utbredningsområdet omfattar Indiska oceanen och Stilla havet från Röda havet och Östafrika till Tonga, norrut till Japan samt söderut till Australien. Eventuella förekomster på Mauritius och Réunion är osäkra.

## Betydelse för människan
Malabargroupern är föremål för ett betydande kommersiellt fiske i stora delar av utbredningsområdet där den tas med trål, långrev, fällor, ljuster och på spö. Arten odlas också i regionen.

## Status
Arten är klassificerad som nära hotad ("NT") av IUCN, och populationen minskar. Främsta orsakerna är överfiske, inkluderande sportfiske, samt förlust av habitat som mangroveträsk.